# 桂三扇
桂 三扇（かつら さんせん、1970年5月18日 - ）は、日本の落語家。本名は山中 久美子（やまなか くみこ）。出囃子は「福知山音頭」。上方落語協会会員。吉本興業所属。京都府福知山市出身・在住。

## 概要
京都共栄学園高等学校卒業。甲南女子大学文学部卒業（毎日放送アナウンサーの松井愛は大学の同級生）。大学時代に落研に所属しその頃に桂三枝（現：6代文枝）の個人事務所のアルバイトを始める。それがきっかけで1992年9月1日に三枝に入門。
上方落語協会女性支部「上方笑女隊（かみがたしょうじょたい）」メンバー。上方落語界に10人いる女性落語家の一人。2児の母。
2013年 「第8回繁昌亭大賞」創作賞受賞。